# El cavaller, la mort i el dimoni
El cavaller, la mort i el dimoni (en alemany, Ritter, Tod und Teufel) és un gravat del pintor alemany Albrecht Dürer realitzat al 1513 amb burí sobre planxa de metall. N'hi ha exemplars en els més importants museus; el Museu del Louvre en guarda un de 25 x 19 cm.
Des de 1510 Dürer es dedicà més al gravat que a la pintura i creà aquestes obres mestres, en les quals la perfecció tècnica i plàstica expressa un pensament que es tradueix en al·legories. Com altres gravats seus, aquesta imatge conté una multiplicitat de símbols iconogràfics.

## Anàlisi
Els tres personatges principals donen títol a l'obra: un cavaller, la mort i el dimoni. Però també s'hi representen multitud d'elements que omplen la composició per conjurar l'horror vacui.
El cavaller, muntat a cavall, n'és la figura central. Cal parar esment a la completa elaboració anatòmica del cos del cavall, típica dels artistes del Renaixement, preocupats per les ciències naturals i l'anatomia. Probablement a Dürer li influirien les impressions del seu viatge a Itàlia, quan feu l'esbós d'un cavall. La influència dels cavalls de Sant Marc de Venècia és clara. Respecte al cavaller, n'és model directe el que apareix en un estudi previ de Dürer (vegeu la figura a baix a l'esquerra).
L'acompanya un gos, que s'associa a la lleialtat i la fe (fides), un motiu utilitzat sovint per Dürer. A la part inferior dreta un fardatxo fuig en direcció oposada.
Altres dos acompanyants del cavaller, que desperten menys confiança, són la Mort i el Dimoni. La mort és barbuda, munta un cavall vell, inestable, duu un rellotge de sorra com a símbol de la transitorietat. El dimoni és a la part posterior del cavaller, és una creació imaginativa, una barreja de diversos animals.
A la part inferior esquerra hi ha una placa amb les inicials del nom i del cognom de l'artista (a d); formen un anagrama amb què signava algunes obres. A més, pot veure-se'n la data. Darrere d'aquesta placa hi ha una calavera, altre símbol de la mort. Pot al·ludir al fet que aquest cavaller, tan orgullosament segut sobre el cavall, aviat pot matar o morir.
El cavaller sembla cavalcar per una vall o un paisatge muntanyenc amb arbres i herba. Al fons hi ha un castell o una ciutat semblant a Nuremberg. El paisatge està dibuixat fil per randa, com és propi d'un autor que es dedicà també al gènere paisatgístic.

## Interpretació

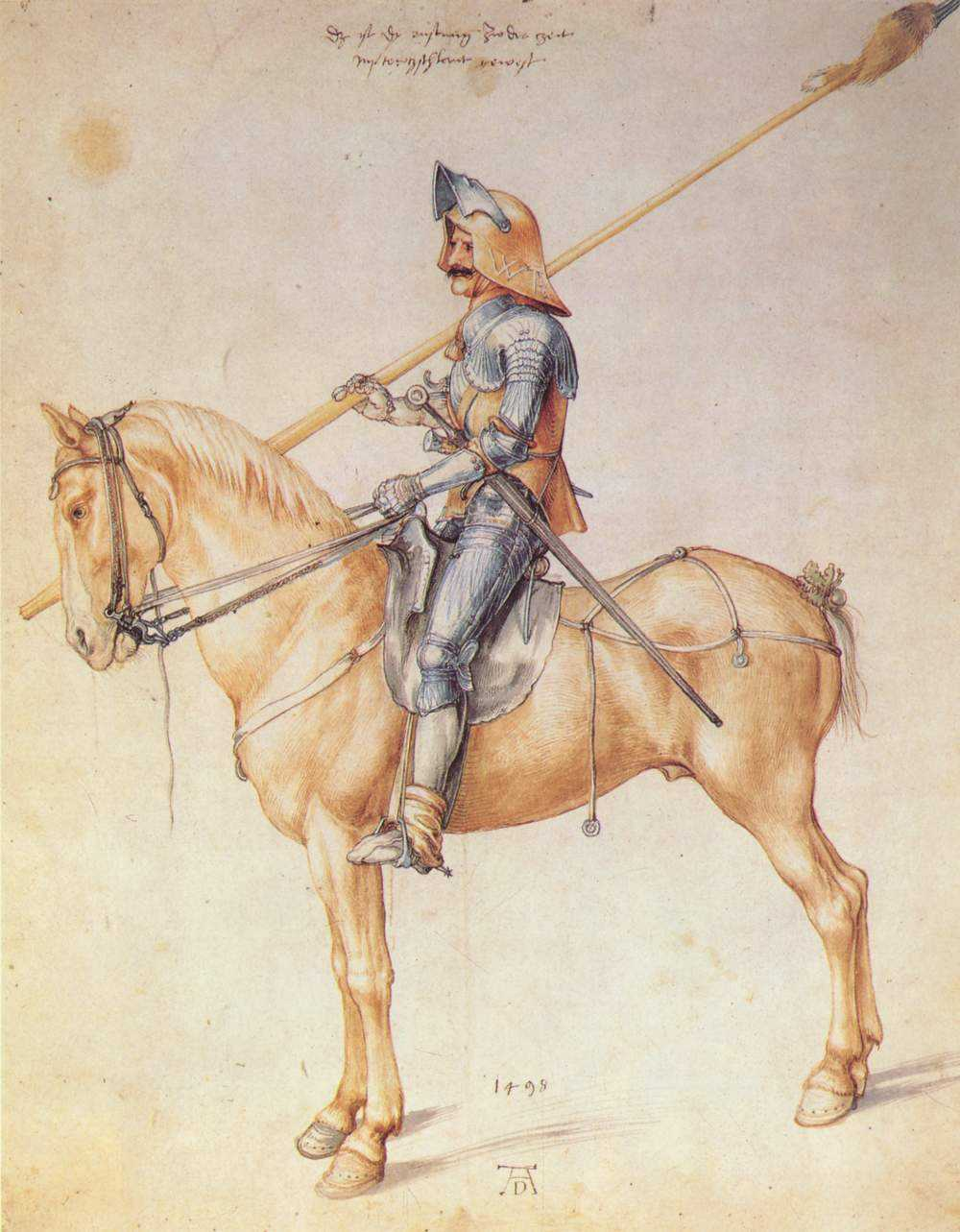
Dürer: Estudi d'un cavall (1495).

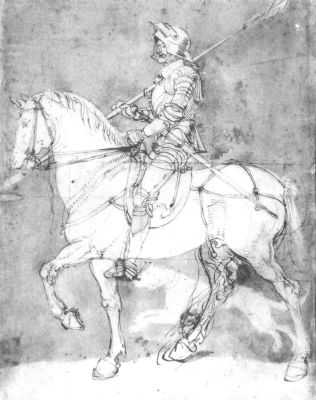
Dürer: Cavaller muntat, estudi de 1512-13

Aquest Cavaller aguaitat per la Mort i el Dimoni és un dels gravats al coure executats per Dürer amb més profunda intenció. L'acompanyava un llarg poema moralitzador, però el contingut no n'és tan fosc com el d'altres gravats de l'època.
S'ha considerat que formava part d'un grup de meisterstreich amb Sant Jerònim al seu gabinet i la Malenconia I, tots dos de 1514. Seria així un tríptic de gravats que comprendria les al·legories de les tres classes de virtuts i tres esferes d'activitat seguint una classificació medieval. El Cavaller, la Mort i el Dimoni representaria l'esfera moral; el cavaller podria representar la «vida activa», el lluitador generós. Encara que en vida de Dürer, els temps de la cavalleria havien passat, hi persistien els ideals cavallerescs. Sant Jerònim al seu gabinet simbolitzaria la teologia i la vida meditativa. Finalment, Malenconia I representaria l'esfera intel·lectual regida pel planeta Saturn, segons la tradició astrològica, constituint una connexió entre el món racional de les ciències i l'imaginatiu de les arts.
Però no manca la tragèdia en aquest quadre: el cavaller es dirigeix cap a la mort, com evidencien la mort com a companya i la calavera que n'hi ha a la part inferior. El camí el porta possiblement a la Vall de la Mort, prop de Jerusalem, a Gehenna. La ciutat a la part posterior podria ser Jerusalem, el lloc de la resurrecció de Jesucrist (la Jerusalem celeste, el paradís). Així, el camí del cavaller és tant la caiguda com el benestar.
La composició, aquestes i altres possibilitats d'interpretació creen una tensió en el gravat típiques d'una gran obra d'art.